# Primera División de España 1958-59
La temporada 1958/59 de la Primera División de España de fútbol, correspondiente a la 28ª edición del campeonato, comenzó el 14 de septiembre de 1958 y terminó el 19 de abril de 1959.
El F. C. Barcelona logró su séptimo título en esta edición. Logró su tercer doblete Liga-Copa al ganar también la Copa del Generalísimo de fútbol 1958-59.

## Sistema de competición
El torneo estuvo organizado por la Real Federación Española de Fútbol.
Como en la temporada anterior, tomaron parte 16 equipos de toda la geografía española, encuadrados en un grupo único. Siguiendo un sistema de liga, se enfrentaron todos contra todos en dos ocasiones -una en campo propio y otra en campo contrario- durante un total de 30 jornadas. El orden de los encuentros se decidió por sorteo antes de empezar la competición.
La clasificación se estableció a razón del siguiente sistema de puntuación: dos puntos para el equipo vencedor de un partido, un punto para cada contendiente en caso de empate y cero puntos para el perdedor de un partido. 
El equipo que más puntos sumó se proclamó campeón de liga y obtuvo la clasificación para la siguiente edición de la Copa de Europa organizada por la UEFA.
Esta temporada se recuperó la promoción de permanencia, enfrentando al tercer y cuarto clasificado por la cola contra los dos subcampeones de cada grupo de Segunda División. La promoción se disputó por eliminación directa a doble partido.
Por su parte, los dos últimos clasificados descendieron directamente, siendo reemplazados la siguiente temporada por los campeones de cada grupo de la dicha categoría.

## Equipos participantes
Esta temporada participaron 16 equipos. El Sevilla CF estrenó esta temporada el Estadio Ramón Sánchez Pizjuán.
| Equipo                       | Ciudad                   | Estadio               | Aforo  |
| ---------------------------- | ------------------------ | --------------------- | ------ |
| Atlético de Bilbao           | Bilbao                   | San Mamés             | 42.000 |
| Club Atlético de Madrid      | Madrid                   | Metropolitano         | 56.717 |
| Club de Fútbol Barcelona     | Barcelona                | Camp Nou              | 83.868 |
| Real Betis Balompié          | Sevilla                  | Heliópolis            | 16.060 |
| Real Club Celta              | Vigo                     | Balaidos              | 15.850 |
| Real Club Deportivo Español  | Barcelona                | Sarriá                | 30.000 |
| Real Gijón                   | Gijón                    | El Molinón            | 23.500 |
| Granada Club de Fútbol       | Granada                  | Los Cármenes          | 12.000 |
| Unión Deportiva Las Palmas   | Las Palmas de G. Canaria | Insular               | 12.000 |
| Club Atlético Osasuna        | Pamplona                 | San Juan              | 13.400 |
| Real Oviedo                  | Oviedo                   | Carlos Tartiere       | 20.000 |
| Real Madrid Club de Fútbol   | Madrid                   | Santiago Bernabéu     | 90.123 |
| Real Sociedad de Fútbol      | San Sebastián            | Atocha                | 21.650 |
| Sevilla Club de Fútbol       | Sevilla                  | Ramón Sánchez Pizjuán | 46.000 |
| Valencia Club de Fútbol      | Valencia                 | Mestalla              | 53.190 |
| Real Zaragoza Club Deportivo | Zaragoza                 | La Romareda           | 32.416 |

Fuente: Anuario de la RFEF

## Clasificación

### Clasificación final
| Pos. | Equipo                  | Pts. | PJ | G  | E  | P  | GF | GC | Dif. | Clasificación                     |
| ---- | ----------------------- | ---- | -- | -- | -- | -- | -- | -- | ---- | --------------------------------- |
| 1    | C. F. Barcelona (C)     | 51   | 30 | 24 | 3  | 3  | 96 | 26 | +70  | Clasifica a la Copa de Europa     |
| 2    | Real Madrid C. F.       | 47   | 30 | 21 | 5  | 4  | 89 | 29 | +60  | Clasifica a la Copa de Europa     |
| 3    | Atlético de Bilbao      | 36   | 30 | 17 | 2  | 11 | 72 | 33 | +39  |                                   |
| 4    | Valencia C. F.          | 33   | 30 | 13 | 7  | 10 | 47 | 41 | +6   |                                   |
| 5    | Atlético de Madrid      | 32   | 30 | 13 | 6  | 11 | 58 | 48 | +10  |                                   |
| 6    | Real Betis              | 32   | 30 | 14 | 4  | 12 | 54 | 53 | +1   |                                   |
| 7    | R. C. D. Español        | 29   | 30 | 11 | 7  | 12 | 42 | 45 | −3   |                                   |
| 8    | C. A. Osasuna           | 28   | 30 | 12 | 4  | 14 | 44 | 59 | −15  |                                   |
| 9    | Real Zaragoza           | 28   | 30 | 12 | 4  | 14 | 47 | 60 | −13  |                                   |
| 10   | Real Sociedad           | 28   | 30 | 9  | 10 | 11 | 32 | 33 | −1   |                                   |
| 11   | Real Oviedo C. F.       | 27   | 30 | 11 | 5  | 14 | 31 | 49 | −18  |                                   |
| 12   | Sevilla C. F.           | 26   | 30 | 12 | 2  | 16 | 44 | 58 | −14  |                                   |
| 13   | Granada C. F.           | 26   | 30 | 11 | 4  | 15 | 30 | 43 | −13  | Acceso a Promoción de permanencia |
| 14   | U. D. Las Palmas        | 24   | 30 | 10 | 4  | 16 | 43 | 69 | −26  | Acceso a Promoción de permanencia |
| 15   | Real Gijón (D)          | 20   | 30 | 7  | 6  | 17 | 25 | 70 | −45  | Descenso a Segunda División       |
| 16   | R. C. Celta de Vigo (D) | 13   | 30 | 4  | 5  | 21 | 21 | 59 | −38  | Descenso a Segunda División       |

 Fuente: BDFutbol
Criterios de clasificación: Puntos · Diferencia de goles · Goles a favor · Play-off
Notas:
1. ↑  El Fútbol Club Barcelona compaginó la Copa de Europa con la Copa de Ferias en la temporada 59-60. La Copa de Ferias no era de caracter anual, sino que la primera edición duró 3 temporadas, de 1955 a 1958, y la segunda de 1958 a 1960.
2. ↑  El Real Madrid se clasificó para Copa de Europa por ser el vigente campeón.

### Evolución de la clasificación
| Equipo / Jornada   | 01 | 02 | 03 | 04 | 05 | 06 | 07 | 08 | 09 | 10 | 11 | 12 | 13 | 14 | 15 | 16 | 17 | 18 | 19 | 20 | 21 | 22 | 23 | 24 | 25 | 26 | 27 | 28 | 29 | 30 |
| ------------------ | -- | -- | -- | -- | -- | -- | -- | -- | -- | -- | -- | -- | -- | -- | -- | -- | -- | -- | -- | -- | -- | -- | -- | -- | -- | -- | -- | -- | -- | -- |
| CF Barcelona       | 1  | 4  | 3  | 2  | 2  | 2  | 1  | 2  | 2  | 2  | 2  | 2  | 2  | 2  | 1  | 2  | 1  | 1  | 1  | 1  | 1  | 2  | 1  | 1  | 1  | 1  | 1  | 1  | 1  | 1  |
| Real Madrid        | 4  | 1  | 1  | 1  | 1  | 1  | 2  | 1  | 1  | 1  | 1  | 1  | 1  | 1  | 2  | 1  | 2  | 2  | 2  | 2  | 2  | 1  | 2  | 2  | 2  | 2  | 2  | 2  | 2  | 2  |
| Atlético de Bilbao | 2  | 2  | 5  | 4  | 8  | 7  | 6  | 4  | 5  | 5  | 5  | 4  | 5  | 4  | 3  | 3  | 3  | 3  | 3  | 3  | 3  | 3  | 3  | 3  | 3  | 3  | 3  | 3  | 3  | 3  |
| Valencia CF        | 16 | 11 | 9  | 5  | 3  | 5  | 5  | 6  | 6  | 6  | 6  | 6  | 6  | 6  | 6  | 6  | 5  | 7  | 6  | 6  | 5  | 5  | 5  | 5  | 6  | 6  | 6  | 5  | 4  | 4  |
| Atlético de Madrid | 3  | 6  | 4  | 6  | 4  | 3  | 3  | 3  | 4  | 4  | 3  | 5  | 4  | 5  | 4  | 5  | 6  | 5  | 5  | 4  | 6  | 6  | 6  | 6  | 5  | 5  | 4  | 6  | 6  | 5  |
| Real Betis         | 5  | 3  | 2  | 3  | 5  | 4  | 4  | 5  | 3  | 3  | 4  | 3  | 3  | 3  | 5  | 4  | 4  | 4  | 4  | 5  | 4  | 4  | 4  | 4  | 4  | 4  | 5  | 4  | 5  | 6  |
| RCD Español        | 13 | 7  | 12 | 7  | 10 | 13 | 15 | 13 | 12 | 9  | 9  | 9  | 12 | 10 | 8  | 8  | 7  | 6  | 7  | 7  | 8  | 7  | 10 | 7  | 9  | 7  | 7  | 7  | 7  | 7  |
| CA Osasuna         | 8  | 14 | 7  | 12 | 9  | 10 | 13 | 11 | 13 | 13 | 13 | 12 | 10 | 7  | 11 | 12 | 13 | 13 | 13 | 15 | 14 | 13 | 13 | 13 | 14 | 12 | 10 | 12 | 11 | 8  |
| Real Zaragoza      | 6  | 9  | 6  | 9  | 6  | 8  | 7  | 9  | 8  | 10 | 12 | 8  | 11 | 8  | 9  | 10 | 10 | 11 | 9  | 9  | 10 | 10 | 9  | 10 | 11 | 10 | 11 | 9  | 12 | 9  |
| Real Sociedad      | 12 | 12 | 14 | 14 | 14 | 11 | 8  | 7  | 7  | 8  | 8  | 10 | 7  | 9  | 7  | 7  | 8  | 8  | 8  | 8  | 7  | 8  | 7  | 8  | 7  | 9  | 8  | 8  | 9  | 10 |
| Real Oviedo        | 14 | 8  | 8  | 10 | 7  | 9  | 10 | 15 | 15 | 12 | 10 | 11 | 13 | 13 | 14 | 13 | 14 | 12 | 12 | 12 | 9  | 9  | 8  | 9  | 8  | 8  | 9  | 10 | 8  | 11 |
| Sevilla CF         | 9  | 13 | 15 | 15 | 16 | 16 | 16 | 16 | 16 | 16 | 16 | 15 | 15 | 15 | 13 | 11 | 11 | 9  | 10 | 10 | 11 | 11 | 12 | 11 | 13 | 14 | 14 | 14 | 13 | 12 |
| Granada CF         | 11 | 5  | 11 | 8  | 11 | 6  | 9  | 14 | 9  | 11 | 11 | 14 | 8  | 12 | 10 | 9  | 9  | 10 | 11 | 11 | 12 | 12 | 11 | 12 | 10 | 11 | 13 | 11 | 10 | 13 |
| U. D. Las Palmas   | 10 | 15 | 10 | 13 | 12 | 15 | 11 | 8  | 11 | 7  | 7  | 7  | 9  | 11 | 12 | 14 | 12 | 14 | 14 | 13 | 13 | 14 | 14 | 14 | 12 | 13 | 12 | 13 | 14 | 14 |
| Real Gijón         | 7  | 10 | 13 | 11 | 13 | 14 | 12 | 10 | 10 | 14 | 14 | 13 | 14 | 14 | 15 | 15 | 15 | 15 | 15 | 14 | 15 | 15 | 15 | 15 | 15 | 15 | 15 | 15 | 15 | 15 |
| Celta de Vigo      | 15 | 16 | 16 | 16 | 15 | 12 | 14 | 12 | 14 | 15 | 15 | 16 | 16 | 16 | 16 | 16 | 16 | 16 | 16 | 16 | 16 | 16 | 16 | 16 | 16 | 16 | 16 | 16 | 16 | 16 |

### Promoción de permanencia
- Disputado a doble partido:

| Equipo 1   | Global | Equipo 2   | Ida | Vuelta | Desempate |
| ---------- | ------ | ---------- | --- | ------ | --------- |
| Granada    | 6-1    | Sabadell   | 5-0 | 1-1    | -         |
| Equipo 1   | Global | Equipo 2   | Ida | Vuelta | Desempate |
| Levante UD | 2-3    | Las Palmas | 1-2 | 1-1    | -         |

## Resultados
- Copa de Europa: FC Barcelona 5 y Real Madrid 1 .

- Copa del Generalísimo: FC Barcelona.

- Descensos: Real Gijón y Celta de Vigo.

- Ascensos: Real Valladolid y Elche CF.

| Local \ Visitante   | ATH | ATM | BAR | BET | CEL | ESP | GIJ | GRA | LAS  | OSA | OVI | RMA | RSO | SEV | VAL | ZAR |
| ------------------- | --- | --- | --- | --- | --- | --- | --- | --- | ---- | --- | --- | --- | --- | --- | --- | --- |
| Atlético de Bilbao  | —   | 1–2 | 1–2 | 7–0 | 9–0 | 4–1 | 9–0 | 3–0 | 3–0  | 3–1 | 0–1 | 4–1 | 1–0 | 2–1 | 2–1 | 3–2 |
| Atlético de Madrid  | 0–1 | —   | 1–1 | 3–1 | 3–1 | 3–2 | 1–1 | 4–0 | 3–1  | 2–0 | 2–0 | 2–1 | 2–0 | 5–0 | 1–2 | 7–1 |
| C. F. Barcelona     | 3–0 | 5–0 | —   | 4–1 | 2–0 | 5–3 | 4–1 | 3–0 | 5–1  | 6–1 | 7–1 | 4–0 | 4–2 | 4–0 | 6–0 | 3–0 |
| Real Betis          | 4–0 | 3–2 | 2–5 | —   | 2–1 | 3–1 | 5–3 | 2–1 | 2–0  | 1–0 | 2–0 | 2–3 | 0–1 | 2–0 | 1–1 | 7–0 |
| R. C. Celta de Vigo | 0–3 | 0–1 | 0–1 | 1–1 | —   | 1–2 | 1–0 | 3–0 | 0–0  | 3–0 | 1–1 | 2–4 | 0–0 | 0–1 | 1–2 | 2–0 |
| R. C. D. Español    | 2–1 | 2–2 | 0–3 | 2–0 | 2–1 | —   | 2–0 | 1–0 | 1–1  | 2–2 | 2–0 | 2–0 | 2–0 | 1–2 | 2–0 | 1–1 |
| Real Gijón          | 0–2 | 3–2 | 2–1 | 1–1 | 2–2 | 1–0 | —   | 0–1 | 2–0  | 2–1 | 0–3 | 0–0 | 1–0 | 0–4 | 2–1 | 0–2 |
| Granada C. F.       | 1–0 | 1–0 | 1–4 | 0–0 | 2–0 | 1–1 | 6–0 | —   | 4–1  | 1–0 | 1–1 | 0–3 | 1–0 | 1–0 | 1–0 | 4–1 |
| U. D. Las Palmas    | 1–0 | 2–2 | 0–2 | 2–0 | 3–1 | 1–2 | 4–0 | 1–0 | —    | 5–1 | 2–1 | 1–2 | 0–0 | 3–0 | 2–4 | 3–1 |
| C. A. Osasuna       | 1–8 | 3–1 | 2–2 | 3–0 | 4–0 | 2–1 | 4–1 | 2–1 | 2–0  | —   | 1–0 | 1–2 | 2–1 | 2–2 | 0–3 | 3–0 |
| Real Oviedo C. F.   | 1–2 | 2–1 | 2–4 | 0–3 | 1–0 | 1–0 | 2–0 | 1–0 | 2–1  | 1–3 | —   | 0–2 | 1–1 | 1–0 | 1–1 | 4–1 |
| Real Madrid C. F.   | 0–0 | 5–0 | 1–0 | 4–2 | 3–0 | 3–3 | 5–1 | 2–0 | 10–1 | 8–0 | 4–0 | —   | 6–1 | 8–0 | 3–0 | 3–0 |
| Real Sociedad       | 1–1 | 0–0 | 1–1 | 3–1 | 3–0 | 2–1 | 0–0 | 3–1 | 6–2  | 0–2 | 1–1 | 0–0 | —   | 4–0 | 0–0 | 1–0 |
| Sevilla C. F.       | 3–2 | 3–3 | 0–2 | 2–4 | 2–0 | 3–0 | 3–0 | 3–0 | 3–4  | 1–0 | 4–0 | 1–3 | 0–1 | —   | 1–0 | 3–1 |
| Valencia C. F.      | 2–0 | 4–2 | 1–2 | 2–0 | 3–0 | 1–1 | 2–0 | 3–0 | 5–1  | 0–0 | 1–2 | 1–1 | 2–0 | 1–0 | —   | 3–3 |
| Real Zaragoza C. D. | 2–0 | 2–1 | 2–1 | 1–2 | 2–0 | 1–0 | 2–2 | 1–1 | 5–0  | 2–1 | 2–0 | 1–2 | 1–0 | 4–2 | 6–1 | —   |

## Trofeo Pichichi
Alfredo Di Stéfano sumó su quinto Trofeo Pichichi.
| #  | Jugador            | Equipo             | Goles |
| -- | ------------------ | ------------------ | ----- |
| 1º | Alfredo di Stéfano | Real Madrid        | 23    |
| 2º | Evaristo Macedo    | CF Barcelona       | 21    |
| 3º | Ferenc Puskás      | Real Madrid        | 21    |
| 4º | Justo Tejada       | CF Barcelona       | 18    |
| 5º | Vavá               | Atlético de Madrid | 16    |